# Nephrotoma kraussiana
Nephrotoma kraussiana är en tvåvingeart som beskrevs av Alexander 1978. Nephrotoma kraussiana ingår i släktet Nephrotoma och familjen storharkrankar. Inga underarter finns listade i Catalogue of Life.